# Маріо Мельхіот
Маріо Мельхіот (нід. Mario Melchiot, [ˈmaːrijoː ˈmɛlxijɔt], нар. 4 листопада 1976, Амстердам) — нідерландський футболіст, що грав на позиції захисника.
Виступав, зокрема, за «Аякс» та «Челсі», а також національну збірну Нідерландів.

## Клубна кар'єра
Народився 4 листопада 1976 року в місті Амстердам. Вихованець футбольної школи клубу «Аякс». Дорослу футбольну кар'єру розпочав 1996 року в основній команді того ж клубу, в якій провів три сезони, взявши участь у 73 матчах чемпіонату. За цей час виборов титул чемпіона Нідерландів в 1998 році та ставав володарем Кубка Нідерландів в 1998 та 1999 роках.
Влітку 1999 року за правилом Босмана перейшов в англійський «Челсі». Більшість свого першого сезону в клубі Маріо не грав за першу команду через травми. Однак 22 квітня 2000 року, після травми Альберта Феррера, Мельхіот, нарешті, дебютував за «пенсіонерів» у матчі проти «Міддлсбро» (1:1). Через місяць він зіграв у фіналі Кубка Англії проти «Астон Вілли», де він допоміг «Челсі» виграти матч і здобув черговий трофей в своїй кар'єрі. У серпні 2000 року виграв з командою і Суперкубок Англії, провівши на полі увесь матч і забивши один з голів у ворота «Манчестер Юнайтед», а з приходом у вересні нового тренера Клаудіо Раньєрі, Мельхіот на кілька сезонів став основним правим захисником клубу, поки 2003 року лондонці не придбали Глена Джонсона, після чого голландець знову став резервним гравцем і інколи став виходити в центрі захисту. Втім і там гравець втратив можливість виступати, коли 2004 року був придбаний португальський захисник Паулу Феррейра, який остаточно закрив Мельхіоту шлях до першої команди.
В результаті у липні 2004 року Мельхіот підписав трирічний контракт з клубом «Бірмінгем Сіті». Маріо дебютував за «синіх» у матчі проти «Портсмута», який завершився з рахунком 1:1. У наступному сезоні 2005/06 «Бірмінгем» вилетів з Прем'єр-ліги. Мельхіот зіграв свій останній матч за «Бірмінгем Сіті» 7 травня 2006 проти «Болтон Вондерерз» (0:1).
У серпні 2006 Мельхіот приєднався до клубу французької Ліги 1 «Ренн», підписавши з нею однорічний контракт. Маріо дебютував у новій команді в матчі проти «Монако», який завершився з рахунком 1-1. З тих пір він закріпився в основному складі «Ренна». Він забив свій перший гол за команду в матчі 1/16 фіналу Кубка французької ліги проти команди «Лібурн» з другого французького дивізіону. Мельхіот заслужив довіру команди, коли забив свій перший гол в чемпіонаті Франції в принциповому дербі проти «Нанта». Влітку 2007 контракт Маріо з «Ренном» закінчився і він покинув клуб.
15 червня 2007 року Мельхіот перейшов в англійський «Віган Атлетік» на правах вільного агента. А вже 24 липня він отримав звання капітана команди у зв'язку з відходом з клубу його співвітчизника Ар'яна де Зеува. У новій команді провів три сезони, зігравши понад сто матчів за клуб в усіх турнірах. Крім цього Мельхіот увійшов в історію клубу як перший гравець в історії клубу, що зіграв на великому міжнародному турнірі, яким стало Євро-2008.
У червні 2010 року Мелхіот відмовився від нового контракту з «Віганом» та на правах вільного агента приєднався до катарського «Умм-Салаля», де виступав під керівництвом співвітчизника Генка тен Кате. Наприкінці сезону 2010/11 Мельхіот завершив ігрову кар'єру.

## Виступи за збірні
1998 року залучався до складу молодіжної збірної Нідерландів.
11 жовтня 2000 року дебютував в офіційних іграх у складі національної збірної Нідерландів у відбірковому матчі до чемпіонату світу 2002 року, в якому Нідерланди програли 0:2 збірній Португалії. Був включений в заявку Нідерландів на чемпіонат Європи 2008 року в Австрії та Швейцарії, де провів один матч проти збірної Румунії, а збірна вилетіла у чвертьфіналі.
Протягом кар'єри у національній команді, яка тривала 9 років, провів у формі головної команди країни 22 матчі.

## Титули і досягнення
- Чемпіон Нідерландів (1):

«Аякс»: 1997–98
- Володар Кубка Нідерландів (2):

«Аякс»: 1997–98, 1998–99
- Володар Кубка Англії (1):

«Челсі»: 1999–00
- Володар Суперкубка Англії (1):

«Челсі»: 2000